# Radhe

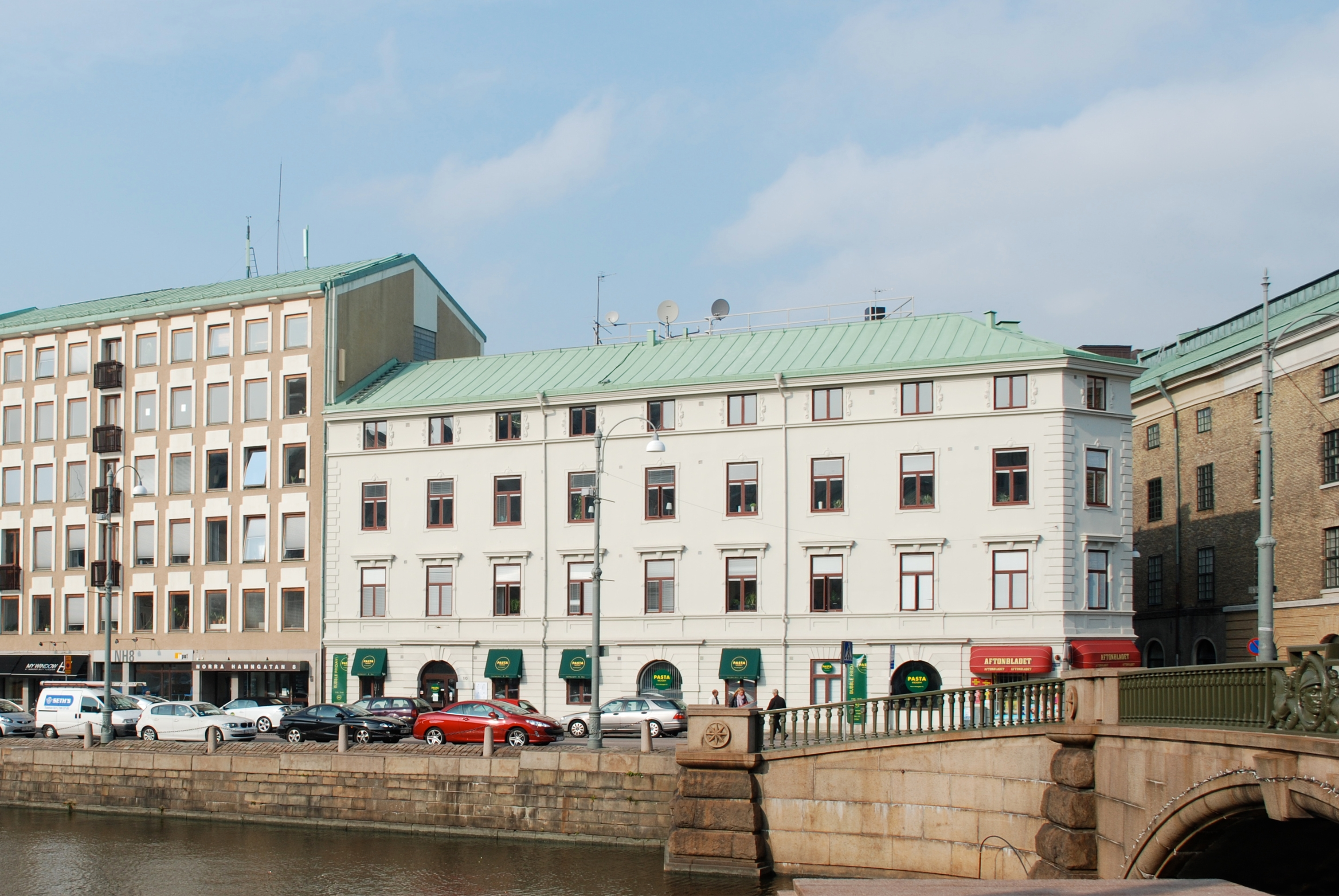
Radheska huset i Göteborg.

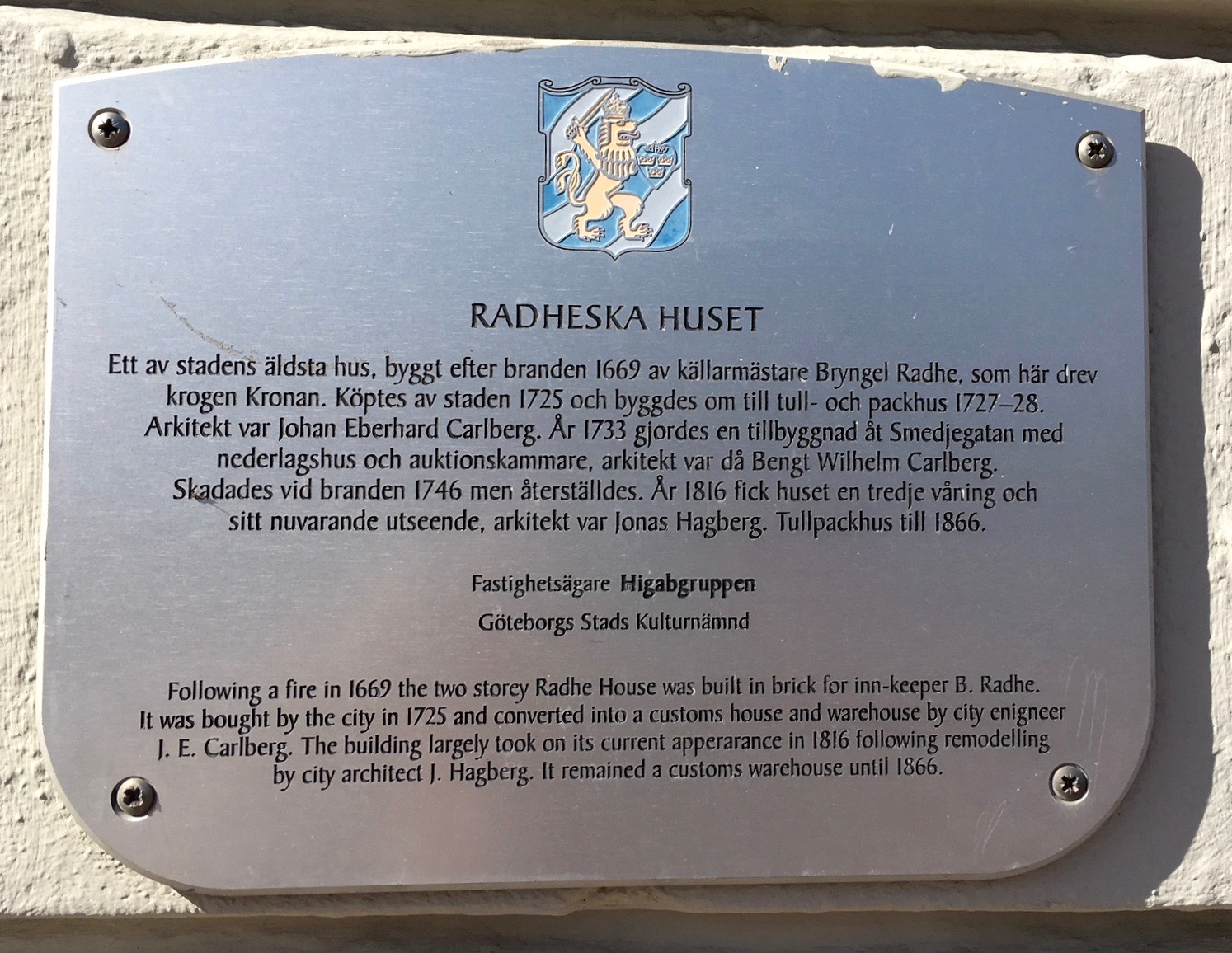
Plakett på Radheska huset, uppförd av Göteborgs Stads Kulturnämnd.

Radhe är en svensk släkt från Göteborg.
En tidig anfader var Bryngel Radhe, källarmästare i Göteborg (cirka 1630-1679), gift med Maria Hantons (död 6 november 1680). Bryngel Radhe lät 1669 uppföra det Radheska huset i centrala Göteborg, ett av Göteborgs äldsta hus.
En gren adlades Gripenstedt år 1717 och en annan Palmencrona år 1718.